# Valon Berisha
Valon Berisha (Malmö, Svédország, 1993. február 7. –) koszovói származású norvég labdarúgó, a LASK Linz középpályása. Öccse a szintén labdarúgó Veton Berisha.

## Pályafutása
A norvég U21-es válogatott tagjaként részt vett a 2013-as U21-es labdarúgó-Európa-bajnokságon.

## Sikerei, díjai
- Red Bull Salzburg:
  - Osztrák Bundesliga: 2013–14, 2014–15, 2015–16
  - Osztrák kupa: 2014, 2015, 2016

- SS Lazio:
  - Olasz kupa: 2018–19
  - Olasz szuperkupa: 2019

- Melbourne City:
  - Ausztrál alapszakasz győztes: 2022–23